# 弗朗日
弗朗日（法語：Frangy，法語發音：[fʁɑ̃ʒi]）是法国上萨瓦省的一个市镇，位于该省西北部，属于圣于连昂热讷瓦区。

## 地理
弗朗日（46°1'8"N, 5°55'47"E）面积9.69 平方千米，位于法国奥弗涅-罗讷-阿尔卑斯大区上萨瓦省，该省份为法国东部省份，历史上为薩伏依的一部分，北与瑞士接壤，西接安省，南至萨瓦省，东与瑞士和意大利接壤。
与弗朗日接壤的市镇（或旧市镇、城区）包括：肖蒙、希伊、德桑日、米谢日。
弗朗日的时区为UTC+01:00、UTC+02:00（夏令时）。

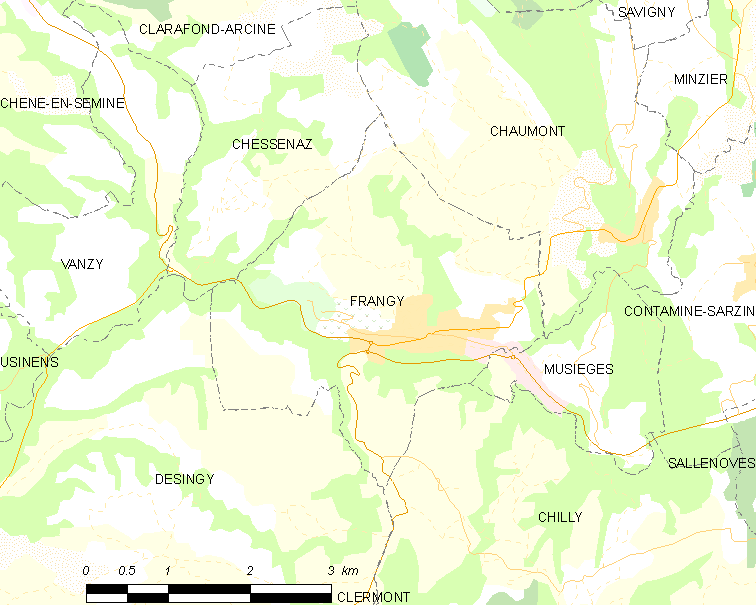
弗朗日的OSM定位图

## 行政
弗朗日的邮政编码为74270，INSEE市镇编码为74131。

## 政治
弗朗日所属的省级选区为圣于连昂热讷瓦县。

## 交通
上萨瓦省省道D310线、D910线、D992线和D1508线在境内交汇。有省内客运巴士可前往阿讷西和瓦尔瑟里讷河畔贝勒加德。

## 人口

1962-2008年间弗朗日人口变化图示

弗朗日于2022年1月1日时的人口数量为2136人。